# 权敬原
权敬原（韓語：권경원，1992年1月31日—），韩国足球运动员，目前效力于阿聯酋職業足球聯賽球队豪爾費坎 。韓國國家足球隊成員。

## 俱樂部生涯
权敬原于2010年被全北现代汽车选中，2013年正式加盟全北，2015年2月转会至西亚球队迪拜国民，在2015年亚足联冠军联赛淘汰赛阶段为球队攻入绝杀球，帮助球队晋级该年亚冠决赛。
2017年3月，权敬原加盟天津权健。
2019年7月3日，权敬原以租借方式加盟全北现代汽车。

## 国家队生涯
2022年11月，权敬原獲选入2022年世界盃韩国国家足球队最終26人名單。

## 榮譽

### 俱樂部
青年國民
- 阿聯酋職業足球聯賽 (1)：2015–16
- UAE League Cup (1)：2016–17
- UAE Super Cup (2)：2014，2016

全北現代
- K聯賽1 (1)：2019

### 國家隊
韓國
- EAFF E-1 Football Championship (2): 2017, 2019

### 個人
- 亞足聯冠軍聯賽 Dream team (1): 2015[3]
- 阿聯酋職業足球聯賽 Best XI (1) : 2015-16[4]
- K聯賽1 Best XI (1): 2020[5]